# آرتور نوردنسوان
آرتور نوردنسوان (انگلیسی: Arthur Nordenswan; ۲۷ ژانویهٔ ۱۸۸۳ – ۲۹ دسامبر ۱۹۷۰) فرد نظامی اهل سوئد بود.